# Торчин (Хорошевский район)
Торчин (укр. Торчин) — село на Украине, находится в Хорошевском районе Житомирской области.
Население по переписи 2001 года составляет 169 человек. Почтовый индекс — 12142. Телефонный код — 4145. Занимает площадь 5,179 км².

## Адрес местного совета
12142, Житомирская область, Хорошевский р-н, с. Берёзовка, тел.: 7-82-41